# 中上健次
中上 健次（なかがみ けんじ、1946年〈昭和21年〉8月2日 - 1992年〈平成4年〉8月12日）は、日本の小説家。妻は作家の紀和鏡、長女は作家の中上紀。
和歌山県新宮市生まれ。和歌山県立新宮高等学校卒業。新宿でのフーテン生活の後、羽田空港などで肉体労働に従事しながら作家修行をする。1976年『岬』で第74回芥川賞を受賞、戦後生まれで初めての芥川賞作家となった。
紀伊半島（紀伊）を舞台にした数々の小説を描き、ひとつの血族と「路地」（中上は被差別部落の出身で、自らの生まれた部落を「路地」と名付けた）のなかの共同体を中心にした「紀州熊野サーガ」とよばれる独特の土着的な作品世界を作り上げた。
主要作品に『枯木灘』（毎日出版文化賞、芸術選奨新人賞）『千年の愉楽』『地の果て 至上の時』『奇蹟』などがある。
1992年、腎臓癌の悪化により46歳の若さで死去した。

## 来歴

### 複雑な生い立ち
和歌山県新宮市で父、鈴木留造（とめぞう）と母、木下ちさと（千里）との間に私生児として生まれた。ちさとは、健次を妊娠中に、ある女性から、留造には他に女が二人いてそのうちの一人は妊娠しているという事実を知らされる。ちさとは留造と別れて一人で健次を産んだ。留造はこの女性と結婚し、この女性は健次の異母弟を産む。留造はこの女性との間にさらに二児をもうけた。
ちさとには死別した前夫の木下勝太郎との間に既に四人の子供がおり、留造と別れたあとは女手一つで行商をしながら子供たちを育てる。1953年、ちさとは、後に健次の義兄となる男児と二人で暮らす中上（なかうえ）七郎と出会い、まだ7歳と幼かった末子の健次だけを連れて同居、四人での生活をはじめた。七郎はこの頃は日雇いの土木作業員であったが、のちに土建請負業者になる。
1953年、新宮市立千穂小学校に入学する。1959年、小学六年生の終わり頃、12歳年上の異父兄・木下行平（いくへい）が24歳で、アルコール中毒の果てに縊死するという事件が起こる。行平は、ちさとと健次が中上七郎と暮らすために引っ越した後、もとの家に一人残され、鶏を飼いながら孤独に暮らしていた。見捨てられたと感じていた行平は、酒に酔っては斧を手にして、健次たちの家に何度もどなり込んできたという。行平の自殺は健次の大きなトラウマとなった。
1962年、中学校卒業の直前、ちさとと健次は、七郎のもとに入籍する。同年、和歌山県立新宮高等学校に入学する。マルキ・ド・サド、ルイ＝フェルディナン・セリーヌ、ジャン・ジュネなどを読む。また、当時新進作家だった大江健三郎や石原慎太郎などの日本人作家の作品も読んでいる。

### 修行時代、芥川賞受賞
1965年、早稲田大学受験の名目で同級生とともに上京するが、実際に大学受験をしたかどうかは定かではない。その後入学した早稲田予備校には三ヶ月も通っておらず、仕送りを受けながら、仕事もせずに、新宿あたりをうろつくといった生活をしていた。当時盛んだったフリージャズを中心とするモダンジャズにのめりこみ、ジャズ喫茶のジャズビレッジ やビレッジバンガードに入り浸った。
1965年の秋、原稿を投稿するために月会費を払い込んで同人誌『文藝首都』の会員となる。翌年、投稿した『俺十八歳』が掲載される。その後、同誌の同人となりエッセイ、創作を同誌に発表していく。この頃は、盛んに詩作をしており『文藝首都』『詩学』『文學界』などへ詩を発表している。また『文藝首都』を通じて、後に妻となる山口かすみ や津島佑子と知り合っている。
1967年頃には新左翼運動に関わっている。偽学生として早稲田大学でブント系の組織と接触して羽田闘争に参加している。1968年、『三田文学』誌を通じて柄谷行人 と知り合い 、柄谷からウィリアム・フォークナー 、エリック・ホッファーなどを勧められて大きな影響を受けた。1970年、交際していたかすみの妊娠を機に結婚する。入籍時、名字の読み方をそれまでの「なかうえ」から「なかがみ」に変更する。結婚をきっかけにして、中上は肉体労働を始め、その夏から羽田空港で貨物の積み下ろし業務に従事する。
1973年『十九歳の地図』が芥川賞候補となる。これを受けて1974年から文芸誌への作品掲載が増え始める 。羽田での仕事を辞めて、その後二年間、築地魚河岸や運送会社などでフォークリフトの運転手をして生計をたてながら執筆を続ける。1975年『鳩どもの家』『浄徳寺ツアー』が続けて芥川賞候補となる。1976年、熊野の「路地」を舞台に、家業の土方仕事に従事する青年を中心とした複雑な血族の物語を描いた『岬』で第74回芥川賞を受賞する。戦後生まれで初めての受賞者であった。

### 人気作家として
1976年『岬』の続編として、自身初の長編小説で代表作となる『枯木灘』を上梓する。本作は『岬』の土着的世界に、父と子の対決という構図を前面に出してオイディプス的な神話的相貌を与え、また雑賀孫一伝説を取り入れ歴史的な重層性を持たせることで、格段にスケールを大きくした作品で、高い評価を獲得した。同作品で毎日出版文化賞、芸術選奨新人賞を受賞する。1977年、紀伊半島全域を旅して巡るドキュメント『紀州 木の国 ・根の国物語』を『朝日ジャーナル』に連載する。この旅行は作家にとって自らの文学の背景である紀州熊野というトポスを再発見する機会であった。同年、ニューヨーク、ハーレム地区に滞在する。1978年、郷里の文化振興のため、吉本隆明 らを招いた連続公開講座を開催する。
1979年、一家でロサンゼルスへ移住する。1980年、実母をモデルにした小説で『岬』の前日譚にあたる『鳳仙花』を発表する。1981年、ソウル汝矣島に滞在し金芝河ら韓国の文学者と交流する。1982年、「淫蕩な歌舞音曲好きの澱んだ血」筋により愉楽に満ちた生を送り、一方で引き換えに早死にも宿命づけられた、高貴な血を引く若者たちの短い生涯を描いた短編連作『千年の愉楽』 を発表する。代表作の一つとされる。同年、アイオワ大学インターナショナル・ライターズ・プログラム客員研究員としてアイオワに滞在してプログラムに招聘された世界の文学者と対話する。
1983年、『岬』『枯木灘』の続編にあたる書き下ろしの大作『地の果て 至上の時』を発表する。本作と連作短編集『熊野集』（1984年）では，自身の文学的トポスである「路地」の経済開発による消滅が主題とされた。続く1984年発表の長編『日輪の翼』では「路地」の消滅後に、故郷を捨てて流浪する若者の姿が描かれた。1986年、コロンビア大学の客員研究員としてニューヨークに滞在している。1988年、三島由紀夫賞が創設され 選考委員となる。1989年、『千年の愉楽』の続編となる長編『奇蹟』を発表する。同年、地元文化交流の組織である「熊野大学」の開設 をする。
1990年、『日輪の翼』の続編となる『讃歌』を発表する。1990年に永山則夫が日本文藝家協会から死刑囚であることを理由に入会を断られた際、この決定に抗議して柄谷行人、筒井康隆とともに協会を脱会している。
1991年、湾岸戦争への自衛隊派遣に抗議し、柄谷行人、津島佑子、田中康夫らとともに『湾岸戦争に反対する文学者声明』を発表した。

### 早すぎる死と没後
作家として多忙をきわめ、それまでの「路地」を主題とした作風からの転換を示す『軽蔑』を上梓した矢先の1992年夏、腎臓癌のため和歌山県東牟婁郡那智勝浦町内の日比病院で死去した。連載または休載中だった『異族』『鰐の聖域』『熱風』『大洪水』 『宇津保物語』などが未完となり、『異族』『鰐の聖域』が没後刊行された（それ以外の未完作品は全集にのみ収録されている）。
没後、1995年〜1996年に集英社から柄谷行人、浅田彰、四方田犬彦、渡部直己を編者として全集（15巻）が刊行された。その後、1998年〜2000年に小学館より文庫選集（12巻）が刊行された。2012年〜18年、インスクリプトより選集（10巻）が刊行されている。2016年〜17年、小学館より電子書籍として中上健次電子全集（21巻）が刊行されている。
2023年、岩波文庫より『中上健次短編集』が刊行された。
現在も「熊野大学」主催による「熊野大学夏季セミナー」が毎夏に新宮市で開催されている。講師には、柄谷行人、浅田彰などが参加している。受講生にはモブ・ノリオなどがいた。

## 人物・エピソード
豊富な素材
自身の境遇について、作家としての素材を豊富に持つと自負していた。実際、多くの作品において言及される異父兄の自死、『岬』『枯木灘』『地の果て 至上の時』に描かれる複雑きわまる血縁関係、『蝸牛』『岬』で取り上げられた姻戚の間で生じた殺人事件、『千年の愉楽』『奇蹟』において狂言まわしとなる産婆オリュウノオバや『奇蹟』において非業の死を遂げる主人公のヤクザ者タイチの存在等は事実をもとにしている。

犯罪事件への関心
自身の親族に関すること以外で、中上の創作のインスピレーションの源となったものとして大きなものは、現実に起きた三面記事に記載されるような犯罪事件である。小説『蛇淫』の主人公の青年による親殺し、『地の果て至上の時』の新興宗教の儀式により親族内で生じた死体遺棄、『火まつり』で描かれる猟銃による一家全員殺害は現実の事件を参考にしている。

執筆スタイル
無名時代は肉体労働のかたわら、作家としての成功後も喫茶店などを書斎代わりにして、執筆をおこなった中上が、原稿用紙のかわりに、持ち運びの容易な集計用紙をもちいて執筆をおこなっていたことはよく知られている。中上によると集計用紙一枚が、原稿用紙五枚から七枚の分量に相当するという。升目の無い集計用紙に、改行や空白も設けず、独特の字体の文字がびっしりと埋めつくされた原稿の見た目は異様な迫力を有している。死後すぐに編纂された集英社版全集の見返しの装丁（菊地信義による）に使われた。

酒豪
中上は酒豪として名を馳せた。酒乱の気味もあったようで酔って暴れることもあったという。酒乱のエピソードはエッセイで自嘲的に綴られたり、私小説的な作品（『火宅』『楽土』など）に題材として取り入れられた。西新宿に仕事場を構え、ゴールデン街や新宿二丁目の文壇バーなどに足繁く通った。夜の新宿の盛り場は、後期の作品『讃歌』『軽蔑』の舞台になっている。

幅広い交友
人的な交流は幅広く、作家や批評家以外にも、文化人（例：坂本龍一 、唐十郎など）、芸能人（例：都はるみ、ビートたけし、宇崎竜童など）、学者（例：阿部謹也、中村雄二郎、上野千鶴子など）らと時代や世相、思潮、文化、歴史など多岐のジャンルにわたる対談、座談を数多く行った。それらのほとんどはのちに発言集、対談集に編纂されている。

多彩な活動
中上は単なる純文学の作家であることにとどまらず、文化的な寵児であった。次のように、多様なやり方で作品を発表している。映画『火まつり』（1985年） においては、自作脚本を映画化するとともに、インタビュー本（『火の文学』）、原作小説（『火まつり』）を出版するというようなメディアミックスの試みをおこなっている。小説『物語ソウル』、エッセイ『輪舞する、ソウル。』では、それぞれ、写真家の荒木経惟、篠山紀信とのコラボレーションをおこなっている。野外劇のための台本『かなかぬち ちちのみの 父はいまさず』を外波山文明のために書き下ろした。本作は1979年浅草稲村劇場での初演以降、場所を変えて何度も上演された。1986年には故郷の熊野本宮大社での上演が行われている。また、文芸誌にとどまらず若者向けの週刊誌や情報誌への連載を旺盛におこなっている（1978年『週刊プレイボーイ』誌 『RUSH』 、1984〜85年『BRUTUS』誌『野性の火炎樹』、1984〜85年『平凡パンチ』誌『Heat Up』、1986年『Hot-Dog PRESS』誌 『KENJI' S  MAGICAL TOUR IN U.S.A.』 、1990〜92年『週刊SPA』誌『大洪水』）。中上は海外渡航や滞在も多かったが、その見聞は多数のエッセイ（『America, America』『輪舞する、ソウル。』『スパニッシュ・キャラバンを捜して』 など）、創作（『町よ』 『物語ソウル』『野生の火炎樹』『火ねずみの恋』 など）の素材ともなった。

ニューアカデミズムとの関係
中上の文学を高く評価した批評家である柄谷行人、蓮實重彦と交流 があったこともあり、1980年代に流行した思潮であるニューアカデミズムに大きな関心を示し、言及も頻繁におこなっている。ニューアカデミズムに属するとされる思想家（山口昌男 、栗本慎一郎 、四方田犬彦 など）との活動や対話もおこなった。1986年にはパリ、ポンピドゥ・センターで開かれた「前衛の日本 」展に柄谷行人 、蓮實重彦、浅田彰と参加し、ポスト構造主義の思想家ジャック・デリダと公開対談をおこなっている。

音楽への関心
中上と音楽との繋がりは深い。最初に音楽に出会ったのは中学生の頃、コーラス部に所属したことである。クラシック音楽に目覚め、その道に進みたいという希望もあったが、両親の理解が無く断念している。高校を卒業して上京すると高校の先輩が経営しているジャズ喫茶でジャズに開眼し、シャズ喫茶に入り浸るようになった。マイルス・デイヴィス、ジョン・コルトレーン、アルバート・アイラー等を愛好した。中上はジャズに関するエッセイを多く物しており、それらは現在では『路上のジャズ』に纏められている。『紀州 木の国 ・根の国物語』取材の頃ボブ・マーリーの「エクソダス」のプロモーションテープを送られたことでレゲエを知り熱中する。1980年にはボブ・マーリーにインタビューを行い、「週刊プレイボーイ」に掲載された。エッセイ集『バッファロー・ソルジャー』のタイトルはボブ・マーリーの同名曲から取られている。中上は夜の酒場では主に演歌を歌った。歌手都はるみとはファンが高じて、雑誌『月刊カドカワ』の取材で対談し、その後も親交を持った。都はるみについての本を二冊（『天の歌 小説都はるみ』『都はるみに捧げる』）執筆し、コンサート（1991年 都はるみ in熊野神社）のプロデュースも行なった。1980年代に韓国に取材したおりに、音楽集団サムルノリを知り、その音楽性の高さに衝撃を受けた。多数のエッセイで熱心に紹介している。1986年六本木ピットイン公演をはじめとしたサムルノリの日本でのコンサートにはエグゼクティブ・プロデューサーとして参画している。

国文学への関心
日本の古典、国文学にも大きな関心を寄せた。中古の古典のなかで強い関心を寄せたのは宇津保物語である。同名の翻案小説を連載したが、この試みは頓挫し未完成作品として残っている。さらに狭く宇津保物語に限らず「うつほ」という概念がいかに文学に、または自分の小説創造において重要であるかの文学論を述べた講演がある。他に中上にとって重要な古典作家は、怪異小説集『雨月物語』で知られる江戸中期の国学者上田秋成である。中上はこの怪異物語、悪漢物語の作者を論争の相手である本居宣長と対置したうえで称揚している。中上の作品『蛇淫』のタイトルは『雨月物語』の「蛇性の婬」から取られている。故郷の俳人、松根久雄との親交もあり中上は俳句にも関心を寄せた。俳句に造詣が深い文芸評論家山本健吉や、彼から紹介された角川書店社長にして俳人角川春樹とは毎年、花見の吉野詣をするほどの親交があった。角川とは『俳句の時代』という対談集をだしている。また設立した「熊野大学」において山本の著作『いのちとかたち』の購読会を行っている。

韓国への関心
中上は世界を股にかけて活動したが、韓国への思いはとりわけ強い。1978年、パンソリ、仮面劇などの民俗芸能の取材旅行を行い、文化や風土に魅せられた。その後も韓国への旅行や滞在を重ね、ソウルを舞台にした小説（『物語ソウル』）、韓国の文化や風土を論ずるエッセイ（『輪舞する、ソウル。』）を著した。また金芝河、尹興吉、韓勝源  らの韓国の文学者と交流をはかり、『韓国現代短編小説』（1985年 新潮社）を編纂するなど韓国文学の日本への紹介にも努めた。

谷崎潤一郎
谷崎は中上が最も畏敬した作家の一人である 。長編評論『物語の系譜』（『風景の向こうへ・物語の系譜』所収）においては、一章をさいて谷崎を論じて、谷崎を「物語のブタ」と呼び、愛憎半ばする感情を吐露した。また連作短編集『重力の都』では谷崎作品のパスティーシュを行い、「あとがき」において同作を「大谷崎の佳作への、心からの和讃」とし、執筆にあたり「物語という重力の愉楽をぞんぶんに味わった」と述べた。対談において、谷崎作品のベスト3として、『吉野葛 』『春琴抄』『少将滋幹の母 』を挙げたことがある。受賞に執念をみせた谷崎潤一郎賞には6回（『枯木灘』 『鳳仙花』『地の果て 至上の時』『日輪の翼』『奇蹟』 『讃歌』）候補となったが、受賞を逸した。中上健次の抗議をきっかけに、谷崎賞は候補作の発表をやめて、受賞作だけが発表されることになった。

ノーベル賞
1980年代半ば、フランス、ファイヤール（Fayard）社と契約し、1988年の『千年の愉楽』を皮切りにして順次フランス語訳が出版されている。ファイヤール社はガブリエル・ガルシア＝マルケスをノーベル賞に押し上げた出版社で、中上はノーベル文学賞に手が掛かったと考えていたとされる。文学的盟友であった柄谷行人は、中上がノーベル賞を意識することからその言動が変わり、晩年の湾岸戦争反対などの運動もノーベル賞を意識したものであったとしている。だが日本人二人目のノーベル文学賞は中上の死の二年後、中上が影響を受け、また愛憎なかばする思いを抱き続けた 大江健三郎に授与された。

## 略年譜
| 西暦 | 年齢 | 出来事 | 出版 |
| ---- | ---- | --- | --- |
| 1946 |      | 和歌山県新宮市に生まれる。 | |
| 1953 | 7    | 新宮市立千穂小学校に入学する。 母ちさと（千里）が義父となる中上七郎と同棲を始める。 | |
| 1959 | 13   | 異父兄、木下行平が自殺する。 新宮市立緑丘中学校に入学、中上姓を名乗る。合唱部に所属し歌唱の才能をしめす。 | |
| 1962 | 16   | 和歌山県立新宮高校に入学する。高校では文芸部に入部する。 | |
| 1965 | 19   | 和歌山県立新宮高校を卒業して大学受験を名目に上京する。以後、高田馬場、代々木、沼袋、練馬と移り住む。 新宿でのフーテン生活が始まる。 同人誌「文藝首都」に入会する。 | |
| 1966 | 20   | 処女作「俺十八歳」が「文藝首都」に掲載される。 | |
| 1967 | 21   | 羽田闘争に参加するなど新左翼運動に関わる。 | |
| 1968 | 22   | 「三田文学」を通じて柄谷行人と知り合う。 | |
| 1969 | 23   | 「一番はじめの出来事」が「文藝」に掲載され商業誌デビューする。 | |
| 1970 | 24   | 山口かすみ（紀和鏡）と結婚する。 日野自動車羽村工場に期間工として勤務する。 羽田空港で貨物専用航空会社で貨物の積み降ろし業務に従事する。 東京都国分寺市西町に転居する。 | |
| 1971 | 25   | 長女・紀が誕生する。 | |
| 1973 | 27   | 「十九歳の地図」が芥川賞候補作となる。 次女・菜穂が誕生する。 東京都小平市小川町へ転居する。 | |
| 1974 | 28   | 羽田での仕事を辞め、文筆のかたわら築地魚河岸の軽子などで生計をたてる。 | 創作「十九歳の地図」                                                                                            |
| 1975 | 29   | 「鳩どもの家」、「浄徳寺ツアー」が続けて芥川賞候補作となる。 | 創作「鳩どもの家」                                                                                              |
| 1976 | 30   | 「岬」で芥川賞を受賞する。 「PLAYBOY」掲載小説の取材で初の海外渡航、香港、マカオを旅行する。 映画「青春の殺人者」が公開される。 | 創作「岬」「蛇淫」 エッセイ等「鳥のように獣のように」                                                           |
| 1977 | 31   | 「枯木灘」で毎日出版文化賞を受賞する。 「枯木灘」が谷崎賞候補となるも落選する。 ドキュメント「紀州木の国・根の国物語」のため紀伊半島全域の取材旅行をおこなう。 ニューヨーク、ハーレム地区近くのアパートメントに滞在する。                                                                        | 創作「枯木灘」「十八歳、海へ」 エッセイ等「中上健次VS村上龍」                                                   |
| 1978 | 32   | 「枯木灘」で芸術選奨新人賞を受賞する。 韓国ソウルから全羅北道全州にかけて民俗芸能の取材旅行をおこなう。 「部落青年文化会」を組織し「連続公開講座」を開催する。 長男・涼が誕生する。 この年、新宮の土地改良事業の工事が着手され「路地」の解体が始まる。                                           | 創作「化粧」 エッセイ等「紀州木の国根の国物語」                                                                 |
| 1979 | 33   | 野外劇「かなかぬち」が初演される。 映画「赫い髪の女」が公開される。 映画「十八歳、海へ」が公開される。 映画「十九歳の地図」が公開され、翌年カンヌ映画祭に出品される。 家族でカリフォルニア州ロサンゼルスに移住する。                                                                             | 創作「水の女」 エッセイ等「夢の力」「破壊せよ、とアイラーは言った」「小林秀雄をこえて」                         |
| 1980 | 34   | 「鳳仙花」が谷崎賞候補となるも落選する。 アメリカ生活をきりあげ三重県熊野市新鹿町に転居する。 和歌山県東牟婁郡那智勝浦町大字勝浦にマンションを購入し仕事場を構える。 | 創作「鳳仙花」                                                                                                  |
| 1981 | 35   | 韓国のソウル特別市汝矣島のアパートで単身生活する。 東京都八王子市谷野町に転居する。 | エッセイ等「東洋に位置する」                                                                                    |
| 1982 | 36   | インドからパキスタン、イラン、トルコ経由でロンドンまで「マジックバス」の旅行をおこないTV放映される。 インターナショナル・ライターズ・プログラム客員研究員としてアイオワ大学に滞在する。 | 創作「千年の愉楽」                                                                                              |
| 1983 | 37   | 「地の果て 至上の時」が谷崎賞候補となるも落選する。 東京都新宿区西新宿のマンションに仕事場を構える。 | 創作「地の果て至上の時」 エッセイ等「風景の向こうへ」                                                           |
| 1984 | 38   | 「日輪の翼」で谷崎賞候補となるも落選する。 「物語ソウル」「輪舞する、ソウル。」のためソウルへ取材旅行をおこなう。 香港、マニラ、ペシャワール、ジャカルタ、バリ島などアジア各地に取材旅行にでている。                                                                                             | 創作「日輪の翼」「物語ソウル」「熊野集」「紀伊物語」 エッセイ等「君は弥生人か縄文人か」                         |
| 1985 | 39   | 映画「火まつり」が公開されてカンヌ映画祭に出品される。 フランス・ファイヤール社と翻訳出版契約の話し合いをもつ。 ベルリン自由大学主催フェスティバル参加でドイツへ向かうも急性B型肝炎のため急遽帰国入院する。 パリ、エコールノルマルで三島由紀夫について講演をおこなう。                           | エッセイ等「都はるみに捧げる」「アメリカ・アメリカ」「火の文学」「輪舞する、ソウル。」「俳句の時代」            |
| 1986 | 40   | 映画「火まつり」で毎日新聞映画コンクール脚本賞を受賞する。 野外劇「かなかぬち」が熊野本宮大社で上演される。 コロンビア大学客員研究員としてニューヨークに滞在する。 サムルノリ日本公演のプロデュースに携わる。 パリ、ポンピドゥ・センター「前衛の日本」展でジャック・デリダと公開対談をおこなう。 | 創作「野生の火炎樹」「十九歳のジェイコブ」 エッセイ等「スパニッシュ・キャラバンを探して」「オン・ザ・ボーダー」 |
| 1987 | 41   | フィンランド、ラハティで国際作家会議に参加し、講演をおこなう。 品川ウォーターフロントでイベント「吉本隆明25時──24時間講演と討論」を吉本、三上治と主催する。 | 創作「火まつり」「天の歌」 エッセイ等「アメリカと合衆国の間」                                                   |
| 1988 | 42   | 三島由紀夫賞が創設され選考委員となる。 BBC 他、英仏西共同制作のTVドキュメンタリー「ライターズ・オン・ザ・ボーダー」の取材を受ける。 東京都八王子市谷野町の自宅が火災で全焼、東京都府中市栄町に転居する。                                                                                         | 創作「重力の都」 エッセイ等「時代が終り、時代が始まる」「バッファロー・ソルジャー」                             |
| 1989 | 43   | 「奇蹟」が谷崎賞候補作となるも落選する。 新宮市で「熊野大学準備講座」を発足させる。 東京都・中野に単身生活のためのマンションを借りる。 | 創作「奇蹟」 |
| 1990 | 44   | 「讃歌」が谷崎賞候補作となるも落選する。 永山則夫の日本文藝家協会入会拒否に抗議して同会を脱会する。 フランクフルト日本ブックフェアのシンポジウムに大江健三郎らと参加、講演をおこなう。 | 創作「讃歌」 エッセイ等「20時間完全討論 解体される場所」                                                        |
| 1991 | 45   | 「湾岸戦争に反対する文学者声明」を柄谷行人らと発表する。 奉納コンサート「都はるみin 熊野神社」をプロデュースする。 フランス、ブロワ市の日仏文化サミット参加後、ドイツへ渡り、ハイデルベルク大学で戯曲「ふたかみ」を演出する。                                                                    | |
| 1992 | 46   | 血尿をみて年初より入院し、8月12日、腎臓癌により死去する。 | 創作「軽蔑」 |

## 著作
中上健次電子全集21巻収録の中上健次年譜（作製・高澤秀次）による。

### 長編小説
- 枯木灘（1977年 河出書房新社）doi:10.11501/12542043
- 鳳仙花（1980年 作品社）doi:10.11501/12542094
- 地の果て 至上の時（1983年 新潮社）doi:10.11501/12542158
- 日輪の翼（1984年 新潮社）doi:10.11501/12542182
- 物語ソウル（1984年 PARCO出版）doi:10.11501/12542199（写真 荒木経惟）
- 紀伊物語（1984年 集英社）[注釈 68]doi:10.11501/12542192
- 野生の火炎樹（1986年 マガジンハウス）doi:10.11501/12542296
- 十九歳のジェイコブ（1986年 角川書店）[注釈 69]doi:10.11501/12542295
- 火まつり（1987年 文藝春秋）[注釈 70]doi:10.11501/12542327
- 天の歌 小説都はるみ（1987年 毎日新聞社）doi:10.11501/13387619
- 奇蹟（1989年 朝日新聞社）doi:10.11501/13397072
- 讃歌（1990年 文藝春秋）doi:10.11501/13399751
- 軽蔑（1992年 朝日新聞社）doi:10.11501/13396555
- 鰐の聖域（1992年 集英社）doi:10.11501/13408190＊未完
- 異族（1993年 講談社）doi:10.11501/13395392＊未完

### 短編集
- 十九歳の地図（1974年 河出書房新社）doi:10.11501/12542005
一番はじめの出来事 / 十九歳の地図 / 蝸牛 / 補陀落
- 鳩どもの家（1975年 集英社）doi:10.11501/12542011
日本語について / 灰色のコカコーラ / 鳩どもの家
- 岬（1976年 文藝春秋）doi:10.11501/12542025
黄金比の朝 / 火宅 / 浄徳寺ツアー / 岬
- 蛇淫（1976年 河出書房新社）doi:10.11501/12542029
蛇淫 / 荒くれ / 水の家 / 路地 / 雲山 / 荒神
- 十八歳、海へ（1977年 集英社）doi:10.11501/12542050
十八歳 / JAZZ / 隆男と美津子 / 愛のような / 不満足 / 眠りの日々 / 海へ
- 水の女（1979年 作品社）doi:10.11501/12542079
赫髪 / 水の女 / かげろう / 鷹を飼う家 / 鬼

### 連作短編集
- 化粧（1978年 講談社）doi:10.11501/12542054
修験 / 欣求 / 草木 / 浮島 / 穢土 / 天鼓 / 蓬莱 / 楽土 / 化粧 / 三月 / 伏拝 / 紅の滝 / （以下は文庫化で追録）幻火 / 神坐 / 女形[注釈 71]
- 千年の愉楽（1982年 河出書房新社）doi:10.11501/12542148
半蔵の鳥 / 六道の辻 / 天狗の松 / 天人五衰 / ラプラタ綺譚 / カンナカムイの翼
- 熊野集（1984年 講談社）doi:10.11501/12542191
不死 / 桜川 / 蝶鳥 / 花郎 / 海神 / 石橋 / 妖霊星 / 勝浦 / 鬼の話 / 月と不死 / 偸盗の桜 / 葺き籠り / 熊の背中に乗って / 鴉
- 重力の都（1988年 新潮社）[注釈 72]doi:10.11501/13408788
重力の都 / よしや無頼 / 残りの花 / 刺青の蓮花 / ふたかみ / 愛獣

### その他の創作
- 覇王の七日（1977年 河出書房新社） - 銅版画と小説のコラボレーション作品集で100部限定で出版された。（銅版画 中林忠良）[注釈 73]
- 南回帰船（2005年 角川書店） - 晩年に劇画の原作[注釈 74] としてかかれたもの。小説およびシナリオ形式。

### エッセイなど
- 鳥のように獣のように（1976年 北洋社）doi:10.11501/12542033＊エッセイ
- 中上健次 vs 村上龍―俺達の舟は、動かぬ霧の中を、纜を解いて。（1977年 角川書店）doi:10.11501/12542045＊対談（村上龍）[注釈 75]
- 紀州 木の国・根の国物語（1978年 朝日新聞社）doi:10.11501/12542060＊ルポルタージュ
- 夢の力（1979年 北洋社）doi:10.11501/12542077＊エッセイ
- 破壊せよ、とアイラーは言った（1979年 集英社）doi:10.11501/12542081＊エッセイ
- 小林秀雄をこえて（1979年 河出書房新社）doi:10.11501/12462720＊対談（柄谷行人）
- 東洋に位置する（1981年 作品社）doi:10.11501/12542109＊対談（尹興吉）
- 風景の向こうへ（1983年、新装版1990年 冬樹社）doi:10.11501/12542162＊エッセイ
  - 風景の向こうへ・物語の系譜［冬樹社版をもとに再編集］（2004年 講談社）＊エッセイ[注釈 76]
- 君は弥生人か縄文人か 梅原日本学講義（1984年 朝日出版社）doi:10.11501/12212155＊対談（梅原猛）[注釈 77]
- 都はるみに捧げるー芸能原論（1985年 朝日出版社）doi:10.11501/12542209＊エッセイと対談（都はるみ）[注釈 78]
- America, America（1985年 角川書店）doi:10.11501/12542207＊エッセイとインタビュー（ボブ・マーリー、ホルヘ・ルイス・ボルヘス等）
- 火の文学（1985年 角川書店）doi:10.11501/12542219＊著者インタビューとシナリオ（火まつり）
- 輪舞する、ソウル。（1985年 角川書店）doi:10.11501/12542235＊エッセイ（写真 篠山紀信）
- 俳句の時代 遠野・熊野・吉野聖地巡礼（1985年 角川書店）doi: 10.11501/12542238＊対談（角川春樹）
- スパニッシュ・キャラバンを捜して（1985年 新潮社）doi:10.11501/12542257＊エッセイ
- On the border（1986年 トレヴィル）doi:10.11501/12542267＊エッセイと対談（坂本龍一、村上春樹、栗本慎一郎、ビートだけし）[注釈 79]
- アメリカと合衆国との間（1987年 時事通信社）doi:10.11501/12179461＊対談（石川好）
- 時代が終り、時代が始まる（1988年 福武書店）doi:10.11501/13393865＊エッセイ
- バッファロー・ソルジャー（1988年 福武書店）doi:10.11501/13399316＊エッセイ
- 20時間完全討論 解体される場所（1990年 集英社）doi:10.11501/13080865＊鼎談（吉本隆明、三上治）
- 問答無用（1992年 講談社）doi:10.11501/13385866＊著者による人生相談
- 言霊の天地 宇宙・神話・魂を語る（1993年 主婦の友社）doi:10.11501/13388703＊対談（鎌田東二）
- 甦る縄文の思想（1993年 有学書院）doi:10.11501/13128525＊鼎談（梅原猛、田中忠三郎）
- 中上健次エッセイ撰集 青春・ボーダー篇［単行本未収録エッセイを含む］（2001年 恒文社21）＊エッセイ
- 中上健次エッセイ撰集 文学・芸能篇［単行本未収録エッセイを含む］（2002年 恒文社21）＊エッセイ
- 中上健次と読む「いのちとかたち」（2004年 作品社）＊講演（高澤秀次編）
- 現代小説の方法（2007年 作品社）＊講演（高澤秀次編）[注釈 80]
- 柄谷行人 中上健次全対話（2011年 講談社）＊対談
- 路上のジャズ［ジャズ関連のエッセイをまとめたもの］（2016年 中央公論新社）＊エッセイ

### 発言集
- 中上健次全発言 -1970〜1978（1978年 集英社）doi:10.11501/12542065
  - 戦後文学の流れから（秋山駿・田久保英夫・上総英郎）／闇の力──ディオニソスを求めて（小川国夫）／痩せたソクラテスより太った豚になれ（三上寛）／剝き出しにした生きざまを書く（佐木隆三・秋山駿）／次代の書き手はどこにいるか（岡松和夫・岡田睦・高橋昌男・高橋三千綱・立松和平・秋山駿）／人間──土に還るもの（深沢七郎）／文学と死をみつめて（藤枝静男）／出よ、大犯罪小説（中村雄二郎・秋山駿）／話題の写真をめぐって（中平卓馬・渡辺勉・中村立行）／土と「マレビト」（黒田喜夫）／われらが太宰治（長谷川和彦・三上寛・正津勉）／青春とは通り魔だったか（なだいなだ）／歌え、歌は力だ（宇崎竜童）／小説家の覚悟（古屋健三）／俺達の舟は、動かぬ霧の中を、纜を解いて、──。（村上龍）／市民にひそむ差別心理（野間宏・安岡章太郎）／歴史をつかむということ（安岡章太郎）／風土を見る目（島尾敏雄）／文学の現在を問う（柄谷行人）
- 中上健次全発言II -1978〜1980（1980年 集英社）doi:10.11501/12542066
  - 表現と発想（川村二郎）／七〇年代を爆弾でぶっ飛ばしてやるぞ（相倉久人）／俺がいちばん危険だ（黒田征太郎）／八〇年代文学は可能か（佐々木幹郎）／ひなた男の中身（秋吉久美子）／われらの文学的立場（津島佑子・三田誠広・高橋三千綱・高城修三）／根源での爆発、そして毒──セリーヌをめぐって（永川玲二・渡辺一民）／物語の定型ということ（松田修）／風土と出自の歌（水上勉）／制度としての物語（蓮實重彦）／読書鼎談（石原慎太郎・坂上弘）／文学の場としての吉野・熊野（前登志夫・右城暮石）／〈統覚〉をどこに置くか（入沢康夫・吉増剛造）／坂口安吾と現代（安岡章太郎）／新・悪漢学入門（唐十郎・村上龍）／小林秀雄について（柄谷行人）／物語りについて（円地文子）／アメリカへ──破壊への衝動（絓秀実）／奔放に生きれば幸せ（佐藤陽子）／あんたと私は兄妹みたい（沖山秀子）／多様化する現代文学（大江健三郎）／保田與重郎・賤者＝賢者の文学（川村二郎）
- 『中上健次発言集成 1 - 6』中上健次著、柄谷行人・絓秀実編（1995年〜1999年 第三文明社）
  - 『中上健次発言集成 1（対談 1）』（1995年）
  - 破滅と抑制―作家にとっての環境（丸山健二）／物語世界に逆巻く風（五木寛之）／物語の源泉（津島佑子）／作家と〈責任〉（野間宏）／われら二人、この生ぬるい時代に屹立する（立松和平）／悩む肉体・悩まない肉体──《肉体》の現在を間う（唐十郎）／母の地勢学──文学の現在（尹興吉）／血と風土の根源を照らす──『地の果て　至上の時』をめぐって（小島信夫）／マルチ物語論──『今昔物語集』『宇治拾遺物語』をめぐって（川村二郎）／同窓の頃の健次くん──紀州・初恋・恋愛詩（田村さと子）
  - 『中上健次発言集成 2（対談 2）』（1995年）
  - 大正行動隊と路地の論理──『無の造型』をめぐって（谷川雁）／中世ヨーロッパ被差別民・熊野（阿部謹也）／混風と声（吉増剛造）／今こそ等身大の「昭和史」を語れ（安岡章太郎）／暴力と性、死とユートピア──シナリオ『火まつり』と小説のあいだ（上野千鶴子）／物語とは何か──一回限りの神殺し（藤井貞和）／非行・戦後史・飽食日本（西部邁）／三浦和義の「物語」と「現実」（木村駿）／三島由紀夫の「復活」（坂本龍一）／転生・物語・天皇──三島由紀夫をめぐって（四方田犬彦）／ゾーンを生きる文学（ノーマ・フィールド）／日本という収容所列島（今村仁司）
  - 『中上健次発言集成 3（対談 3）』（1996年）
  - 穢れということ（ジャック・デリダ）／本当の歌にあいたい（都はるみ）／川端康成の妖と気（辻井喬）／感性について（島田雅彦）／今、言葉は生きているか（江藤淳）／さてもめずらし河内や紀州（朝倉喬司）／「マハーバーラタ」の音の森で（ピーター・ブルック）／南の熱い文学――大いなる母とマチョの世界（野谷文昭）／天皇裕仁のロゴス（岡野弘彦）／一つは音、一つは光、もう一つは色（陳凱歌）／批評的確認──昭和をこえて（柄谷行人）
  - 『中上健次発言集成 4（対談 4）』（1997年）
  - 日本文学の枠を超えて―『ベトナムから遠く離れて』を中心に（小田実）／ロシア、大いなる「問い」（レフ・ドージン）／存在の耐えがたきサルサ（村上龍）／女と男の関係性を超えて（松浦理英子）／東アジアの新しい世界観（金芝河）／知識の散財・想像力の解放──南方熊楠をめぐって（谷川健一）／今、書くことのはじまりにむかって（金井美恵子）／アラブをめぐるヨーロッパと日本（浅田彰）／湾岸危機と孤立する日本（本田靖春）／映画・差別・新宿（北野武）／路地の消失と流亡──中上健次の軌跡（柄谷行人）
  - 『中上健次発言集成 5（談話・インタビュー）』（1996年）
  - 【談話】宗教と労働／ふるさと私考／なぜ『紀伊物語』なのか／坂口安吾・南からの光／ペーパーマネーを俺は信じない／「熊野大学」構想を語る／【インタビュー】ジャズから文学へ、文学からジャズへ（小野好恵）／路地と神話的世界の光学──「地の果て　至上の時」を中心に（高橋敏夫）／『物語ソウル』と韓国（脇地炯）／小説の可能性と南方的想像力（筑紫哲也）／日本を根こそぎ否定する（つかこうへい）／果てしなきゾーン＝ボーダー（絓秀実）／永山則夫の存在を否定した文学者たち（「月刊ＴＩＭＥＳ」編集部）／発熱するアジア（富岡隆夫）／夏芙蓉と金色の烏（藤森益弘）／日本語のダイナミズム（夏石番矢）／世界のなかの日本文学（三浦雅士）／シジフォスのように病と戯れて（渡部直己）
  - 『中上健次発言集成 6（座談・講演）』（1999年）
  - 【座談】市民にひそむ差別心理（野間宏・安岡章太郎）／パンソリのコスモロジー（大江健三郎・山口昌男・草野妙子）／人間の「根」に踏みこむ(安岡章太郎・水上勉）／エイズはここにいる（生井英考・三浦雅士）／故郷と俳句（山本健吉・森澄雄）／時代が模索する──「早稲田文学」創刊百周年に（三田誠広・絓秀実）／【講演】物語の定型／小説のヴァイブレイション／音が告知する／フォークナー衝撃／病いの果てに──ボルヘスとラテンアメリカ／初期の大江健三郎―『飼育』を中心に／小説家の想像力Ⅰ ／いま、安吾が見える／私は〈日本〉人なのか／小説家の想像力Ⅱ
- 『中上健次[未収録]対論集成』中上健次著、高澤秀次編（2005年 作品社）
  - 【文学の最前線】創作合評 第七十三回（柄谷行人・川村二郎）／創作合評 第七十五回（柄谷行人・川村二郎）／文学と現在（吉本隆明）／今年に賭ける（鈴木貞美・立松和平・福島泰樹・三田誠広）／秘められた祭に惹かれて（石原慎太郎）／物語の復権（宮本輝）／創作と素材──「いつもと同じ春」、「地の果て 至上のとき」をめぐって（辻井喬）／明るい文学（辻井喬）／「戦後文学」は鎖国の中でつくられた（柄谷行人・青野聰・坂本龍一）／戦後文学の「内部」と「外部」（中野孝次・秋山駿・柄谷行人）／小説に今こそ「物語（ナラティブ）」の復権を──日米の”新古典派”大いに語る（ジョン・アーヴィング）／中上健次 現代文学の炎（見城徹）／今、三島由紀夫を語る（宮本輝）／膨張する境界（筒井康隆）／【「定型」の威力】西行・芭蕉・地の力（森澄雄・山本健吉・谷川健一・前登志夫・辺見じゅん）／天皇の手紙（岡野弘彦）／花と俳句（山本健吉・森澄雄・角川春樹）／時代のなかの定型を読む（前登志夫・岡井隆）／【同時代を撃つ】国家で世界を分ける時代は終った──同じ言葉をもつ人間を探せ！（池田満寿夫）／現実にとって知は何をなしうるか（前之園紀男・栗本慎一郎）／現代おんな事件簿（つかこうへい）／コスモポリタンの熱き魂（本田靖春）／東京対談（ベルナール・アンリ・レヴィ）／町がいつも学校だった（高平哲郎）／鯨に対する畏怖の念（ライアル・ワトソン）／［赤名リカ］待望論（坂元裕二）／【「韓国」への視線】なぜパンソリか（李三郎）／日韓交流の新時代（韓雲史）／神道の逆襲（高麗澄雄）／サムルノリ 音と舞（絓秀実・吉増剛造・藤縄善朗）／「サムルノリ高麗神社公演」をめぐって（藤縄善朗）／文化の基底にあるもの──韓国のシャーマニズム（金両基）／【熊野／民俗をめぐって】俗と聖の往還──講、まつり、ご利益（山本七平、神坂次郎、吉田敦彦）／やあ、「快縁ですね」（山本七平）／宇宙を走ってくる音・光、そして言葉（松長有慶）／「熊野再興」を語り合う（岸順三）／【芸能／文化の源流】演歌の向こうへ（朝倉喬司）／現代芸術 巨人の咆哮（李禹煥）／語り・芝居・トポス（村山道宣）

### 全集・選集
- 中上健次全短篇小説（1984年 河出書房新社）
- 中上健次全集 全15巻（1995年〜1996年 集英社）（連作短編集◆）
  1. 初期小説集I：十八歳 / 海へ / 日本語について / 灰色のコカコーラ / 十九歳の地図 / 黄金比の朝 他
（JAZZ  / 隆男と美津子 / 不満足 / 愛のような / 一番はじめの出来事 / 眠りの日々 / 蝸牛 / 補陀落）
  2. 初期小説集II：鳩どもの家 / 浄徳寺ツアー / 蛇淫 / 臥龍山 / 水の女 他
（羅漢 / 火宅 / 荒くれ / 水の家 / 路地 / 雲山 / 荒神 / 鷹を飼う家 / 鬼 / 神坐 / 藁の家 / 幻火 / 赫髪 / 女形 / かげろう / 吉野）
  3. 化粧◆ / 岬 / 枯木灘 / 覇王の七日
  4. 鳳仙花 / 紀伊物語
  5. 千年の愉楽◆ / 熊野集◆
  6. 地の果て 至上の時
  7. 日輪の翼 / 讃歌
  8. 町よ / 物語ソウル / 輪舞する、ソウル。 / 火まつり / 天の歌 小説都はるみ / 戯曲
  9. 十九歳のジェイコブ / 野性の火炎樹
  10. 重力の都◆ / 奇蹟
  11. 天の歌 / 大鴉 / 軽蔑 / 青い朝顔
  12. 未完小説集I：宇津保物語 / 異族 / 火ねずみの恋 / 吉野 / 蘭の崇高
  13. 未完小説集II：鰐の聖域 / 大洪水 / 熱風
  14. 評論・エッセイI：初期創作・詩編 / 初期文集 / 鳥のように獣のように（抄） / 単行本未収録作品（1975年～1976年） / 夢の力（抄） / 単行本未収録作品（1977年～1979年） / 紀州 木の国・根の国物語 /  America, America（抄） /  On the Border（抄） / スパニッシュ・キャラバンを捜して（抄）
  15. 評論・エッセイII：破壊せよ、とアイラーは言った（抄） / 風景の向こうへ（抄） / 単行本未収録作品（1976年～1983年） / 時代が終り、時代が始まる（抄） / 単行本未収録作品（1983年～1992年） / バッファロー・ソルジャー（抄） / 選評・文芸時評 / 年譜
- 中上健次選集 全12巻（1998年〜2000年 小学館）
  1. 枯木灘 / 覇王の七日
  2. 異族
  3. 紀州 木の国・根の国物語
  4. 鳳仙花
  5. 日輪の翼
  6. 千年の愉楽
  7. 奇蹟
  8. 讃歌
  9. 熊野集 / 火まつり
  10. 地の果て 至上の時
  11. 十九歳の地図 / 蛇淫 他
（一番はじめの出来事 / 鳩どもの家 / 浄徳寺ツアー / 水の女）
  12. 岬 / 化粧 他
（臥龍山 / 藁の家 / 修験 / 重力の都）
- 中上健次集 全10巻（2012年〜2018年 インスクリプト）
- 中上健次電子全集 全21巻（2016年〜2017年 小学館）
- 中上健次短編集（2023年 岩波書店）
隆男と美津子/ 十九歳の地図/ 眠りの日々/ 修験/ 穢土/ 蛇淫/ 楽土/ ラプラタ綺譚/ かげろう/ 重力の都

### フランス語訳のある作品
- （1988年）『千年の愉楽』Mille ans de plaisir：訳 Véronique Perrin
- （1989年）『枯木灘』La Mer aux arbres morts ：訳 Jacques Lalloz 大浦康介
- （1993年）『鬼の話』Une Histoire de démon ：訳 Jacques Lévy
- （1994年）『日輪の翼』Sur les ailes du soleil：訳 Jacques Lalloz
- （1995年）『讃歌』Hymne ：訳 Jacques Lévy
- （1998年）『岬』Le Cap ：訳 Jacques Lévy
- （2000年）『地の果て至上の時』Le Bout du monde, moment suprême：訳 Jacques Lalloz
- （2004年）『奇蹟』Miracle：訳 Jacques Lévy

### 英訳のある作品
- （1983年）「半蔵の鳥」Hanzo's Bird：訳 リービ英雄
- （1986年）「不死」The Immortal ：訳 Mark Harbison
- （1998年）『蛇淫』Snakelust：訳 Andrew Rankin
→「蛇淫」の他に「修験」「草木」「化粧」「紅の滝」「鬼の話」「重力の都」を収録
- （1999年）『岬』The Cape : And Other Stories from the Japanese Ghetto：訳 Eve Zimmerman
→「岬」の他に「火宅」「赫髪」を収録

### 中国語訳のある作品
- （2021年）『千年の愉楽』（王奕紅と劉国勇訳、南京大学出版社，中国語名《千年愉乐》）

## 映画化された作品
- 1976年『青春の殺人者』 長谷川和彦監督（原作: 蛇淫）
- 1979年『赫い髪の女』神代辰巳監督（原作: 赫髪）
- 1979年『十八歳、海へ』藤田敏八監督（原作: 隆男と美津子）
- 1979年『十九歳の地図』 柳町光男監督
- 1985年『火まつり』 柳町光男監督（オリジナル脚本、後に小説化）
- 2011年 『軽蔑』 廣木隆一監督
- 2012年 『千年の愉楽』若松孝二監督

## 研究・評伝
- 四方田犬彦『貴種と転生・中上健次』新潮社、1987年。増補版、1996年。ちくま学芸文庫、2001年
- 明石福子『中上健次論：幻視の地が孕むもの』編集工房ノア、1988年
- 柄谷行人『坂口安吾と中上健次』太田出版、1996年。講談社文芸文庫、2006年
- 『群像 日本の作家 24 中上健次』小学館、1996年
- 渡部直己『中上健次論：愛しさについて』河出書房新社、1996年
- 高澤秀次『評伝中上健次』集英社、1998年
- 柄谷行人・渡部直己 編『中上健次と熊野』太田出版、2000年
- 張文頴『トポスの呪力：大江健三郎と中上健次』専修大学出版局、2002年
- 高澤秀次『中上健次事典：論考と取材日録』恒文社、2002年
- 辻章『時の肖像：小説・中上健次』新潮社、2002年
- 『文藝別冊 中上健次：路地はどこにでもある』河出書房新社〈KAWADE夢ムック〉、2002年。増補版2011年
- 守安敏司『中上健次論：熊野・路地・幻想』解放出版社
- 中上紀『夢の船旅：父中上健次と熊野』河出書房新社、2004年
- 井口時男『危機と闘争 大江健三郎と中上健次』作品社、2004年
- 中上菜穂『秘密の小道：陶芸コト始め』ぴあ株式会社、2004年
- 高山文彦『エレクトラ : 中上健次の生涯』文藝春秋、2007年。ISBN 9784163696805。全国書誌番号:21348377。「「オール讀物」(2003年11月号-2007年6月号) の連載をまとめ、加筆訂正を施したもの」
  - 新版 文春文庫、2010年。電子書籍、2016年
- 柴田勝二『中上健次と村上春樹 <脱六〇年代>的世界のゆくえ』東京外国語大学出版会、2009年
- 『別冊太陽：中上健次 没後二〇年』高澤秀次 編、平凡社、2012年。文学アルバム
- 渡部直己『言葉と奇蹟：泉鏡花・谷崎潤一郎・中上健次』作品社、2013年[注釈 81]
- 安岡真『中上健次の「ジャズ」：1965年新宿から古層へ』水声社、2013年
- 浅野麗『喪の領域 : 中上健次・作品研究』翰林書房、2014年
- 河中郁男『中上健次論：死者の声から、声なき死者へ』鳥影社、2014年
- 河中郁男『中上健次論：父の名の否、あるいは資本の到来』鳥影社、2015年
- 三上治『吉本隆明と中上健次』現代書館、2017年
- 今井亮一『路地と世界：世界文学論から読む中上健次』松籟社、2021年
- 劉国勇『中上健次文学における「路地」: 語誌的研究から抑圧の構造論へ』デザインエッグ社、2021年
- 渡邊英理『中上健次論』インスクリプト、2022年

特集号
- 「特集＝中上健次と村上春樹─都市と反都市」『國文學 解釈と教材の研究』1985年3月号、学燈社
- 「特集＝中上健次─風の王者」『國文學 解釈と教材の研究』1991年12月号、学燈社
- 『ユリイカ 特集＝中上健次』1993年3月号、青土社
- 関井光男編集『中上健次』『国文学 解釈と鑑賞 別冊』至文堂、1993年
- 『ユリイカ 特集＝中上健次』2008年10月号、青土社
- 『kotoba』2016冬号「特集 中上健次 ふたたび熊野へ」集英社、2015年

### 英語によるもの
- Nina Cornyetz,  Dangerous Women, Deadly Words: Phallic Fantasy and Modernity in Three Japanese Writers . Stanford University Press, 1999.
- Mats Karlsson, The Kumano Saga of Nakagami Kenji. Stockholm, 2001.
- Eve Zimmerman. Out of the Alleyway: Nakagami Kenji and the Poetics of Outcaste Fiction. Harvard, 2008.
- Anne Thelle. Negotiating Identity: Nakagami Kenji’s Kiseki and the Power of the Tale. Iudicium, 2010.
- Anne McKnight. Nakagami: Japan, Buraku and the Writing of Ethnicity. University of Minnesota, 2011.
- Machiko Ishikawa. Paradox and Representation: Silenced Voices in the Narratives of Nakagami Kenji, Cornell University Press, 2020.